# Jean Cahen-Salvador
Pour les articles homonymes, voir Cahen et Salvador.
Jean Cahen-Salvador né le 25 décembre 1908, dans le 8e arrondissement de Paris et mort le 20 avril 1995 dans le 12e arrondissement de Paris, est un conseiller d'État français qui réussit à s'évader du convoi n° 62 du 20 novembre 1943, l'emmenant du camp de Drancy vers Auschwitz. Il fut chef de cabinet de Michel Debré et un dirigeant industriel.

## Biographie
Jean Cahen-Salvador est né le 25 décembre 1908. Il est le fils de Georges Cahen-Salvador, conseiller d'État (né à Paris le 15 mars 1875 et mort en 1963) et de Madeleine Katz, née le 16 mars 1888. Il est le frère de Gilbert Cahen-Salvador.
Son épouse est Simone Raymonde Cahen-Salvador née Mouton (1913-2003), fille de Henri Mouton, conseiller d’État. Ils ont trois enfants : Anne-Marie Cahen-Salvador (née le 4 octobre 1941) mariée à Nicolas Seydoux, Gilles Louis Cahen-Salvador (né le 19 août 1943) et Catherine Cahen-Salvador (1947 ?).
Diplômé de l'École libre des sciences politiques, il est docteur en droit et reçu au concours de l'auditorat du Conseil d’État le 20 décembre 1932.
Il participe à de nombreux cabinets ministériels entre 1936 et 1940, souvent liés aux questions économiques et sociales.
Suspendu par le gouvernement du maréchal Pétain au nom du statut des juifs, il est mis à la retraite d'office en novembre 1940. À la Libération il est réintégré au Conseil d’État et nommé maître des requêtes à compter du 4 août 1942.

### La Seconde Guerre mondiale
Au sujet du convoi n° 62 du 20 novembre 1943, partant du camp de Drancy vers Auschwitz, Klarsfeld (1978) écrit :
« En effet, il y a eu 19 évasions en cours de route, dont celle de Jean Cahen-Salvador, aujourd'hui conseiller d'État. Ces évasions font l'objet de plusieurs documents XXVc-249 et XXVI-78. L'évasion a lieu près de Lerouville (Meuse) à 20 h 30, le 20 novembre et fut le fait de jeunes gens, qui avaient participé au percement d'un tunnel pour s'échapper de Drancy et qui avaient été dénoncés. »
Il réussit à passer en Suisse, avec son père, Georges Cahen-Salvador, sa mère, Madeleine Cahen-Salvador, son épouse Simone Raymonde Cahen-Salvador et ses deux enfants Anne-Marie Cahen-Salvador et Gilles Louis Cahen-Salvador.

### Après la Seconde Guerre mondiale
Après la Seconde Guerre mondiale, Jean Cahen-Salvador occupe d'abord le poste de secrétaire général du Conseil économique jusqu'en 1952 — son père Georges Cahen-Salvador avait été le secrétaire général du Conseil national économique durant tout l'entre-deux-guerres —, puis est envoyé en mission auprès de l'OTAN.
Il est nommé conseiller d’État le 10 octobre 1956.
En 1959-1960, Jean Cahen-Salvador est chargé de mission auprès du ministre des travaux publics et des transports,,,.
Il préside la société Nord-Aviation de 1961 à 1967.
De 1965 à 1967, il est président du Groupement des industries françaises aéronautiques et spatiales.
En 1967, il est le premier président du Conseil d'administration du Centre national pour l'exploitation des océans (CNEXO), devenu plus tard l'Institut français de recherche pour l'exploitation de la mer (Ifremer ou IFREMER).
En 1967, il est membre du conseil d'administration de la Biennale de Paris et président du Conseil d'administration de la Biennale de Paris en 1980.
De 1971 à 1974, il est président des Chantiers de l'Atlantique.
Il contribue à la Fondation de la Résistance.
Il est mort le 25 avril 1995, à l'âge de 86 ans.

## Décorations
- Commandeur de la Légion d'honneur
- Croix de guerre 1939–1945
- Commandeur de l'ordre du Mérite artisanal de droit en tant que membre du conseil de l'ordre du Mérite artisanal (article 10 du décret n°48-969 du 11 juin 1948 et arrêté ministériel du 25 juin 1948[22])
- Commandeur de l'ordre de l'Économie nationale

## Œuvres

### Ouvrages
- La représentation des intérêts et les services publics, thèse pour le doctorat présentée devant la Faculté de droit de Paris, 1935
- Le Procès du maréchal Bazaine, Lausanne, La Guilde du Livre, 1946.
- Pour une nouvelle condition de l'artiste[23], 1978.
- Avec Claude Bouret, Blandine Bouret, Bernard Dezaly, Daniel Gervis & Michel Melot, La Lithographie en France des origines à nos jours[24], Fondation Nationale des Arts Graphiques et Plastiques, 1982  (ISBN 9782904047008 et 290404700X).
- Sauvegardons les petits édifices ruraux, Paris, FNASSEM, 1980[25].
- Sauvegarde et avenir du petit patrimoine rural, usuel et culturel, dans les pays membres d'ICOMOS[26].

### Préfaces
- Henri Prieux, Traité pratique du droit des travaux publics. Introduction de Bernard Renaud. Préfaces de Jean Cahen-Salvador et de Georges Liet-Veaux. 5e édition, 1958
- Léon-Maurice Nordmann, Journal : 1938-1941, préface de Jean Cahen-Salvador[27], 1993

### Articles
- « Le dynamisme de l'industrie a fortement contribué au succès »[28] in Le Monde diplomatique, février 1966.

### Rapports
- (en) Report of the Committee For Air Transport On Plan VI. Translation of "Rapport du Comité des Transports Aériens sur le VIe Plan". Paris, France, March 1971, NASA Technical Translation[29].

## Portrait de Jean Cahen-Salvador
En 2010, un portrait de Jean Cahen-Salvador est donné par Pierre Chalmin :
« Jean Cahen-Salvador, à qui j'ai servi de jeune homme de compagnie pendant l'été 1991, était né en 1908. Conseiller d'État, comme son père et son grand-père, il avait occupé des fonctions éminentes tant au gouvernement (chef de cabinet de Michel Debré au moment du putsch d'Alger) que dans l'industrie. Il avait bien connu avant guerre Morand et Drieu. Dénoncé en 1942, à la fois comme Juif et résistant (il appartenait à cette haute bourgeoisie qui n'avait plus rien de Juif), il fut torturé à Drancy avant d'être déporté pour Auschwitz ; il a sauté du train et il est parvenu, grâce à la complicité d'un ami secrétaire d'État à Vichy, à gagner la Suisse. Il s'est longuement confié à moi. Il était un homme d'une droiture morale absolue, d'une culture classique étonnante même chez un homme de cette génération, d'une bonté édifiante. Sa rencontre m'a beaucoup marqué. »